# Eckart Witzigmann Preis

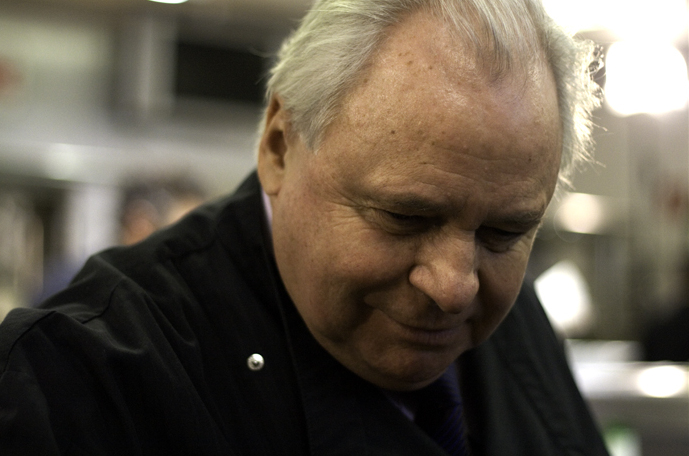
Eckart Witzigmann (2008)

Der Internationale Eckart Witzigmann Preis (kurz ECKART) ist eine nach Eckart Witzigmann benannte Auszeichnung. Sie wird seit 2004 an Persönlichkeiten vergeben, die sich für das Kochen und die Esskultur in besonderer Weise verdient gemacht haben.

## Allgemeines
Die Preisvergabe ist eine Kooperation der Witzigmann Academy und BMW. Die Entwicklung und Organisation liegt in der Hand von Otto Geisel, dem Geschäftsführer der Witzigmann Academy. Der Preis wird in München verliehen.
Derzeit wird der Preis in den folgenden Kategorien vergeben:
- Kreative Verantwortung
- Innovation
- Lebenskultur
- Große Koch-Kunst

## Preisträger

### 2004
- Marc Haeberlin: Große Koch-Kunst[4]

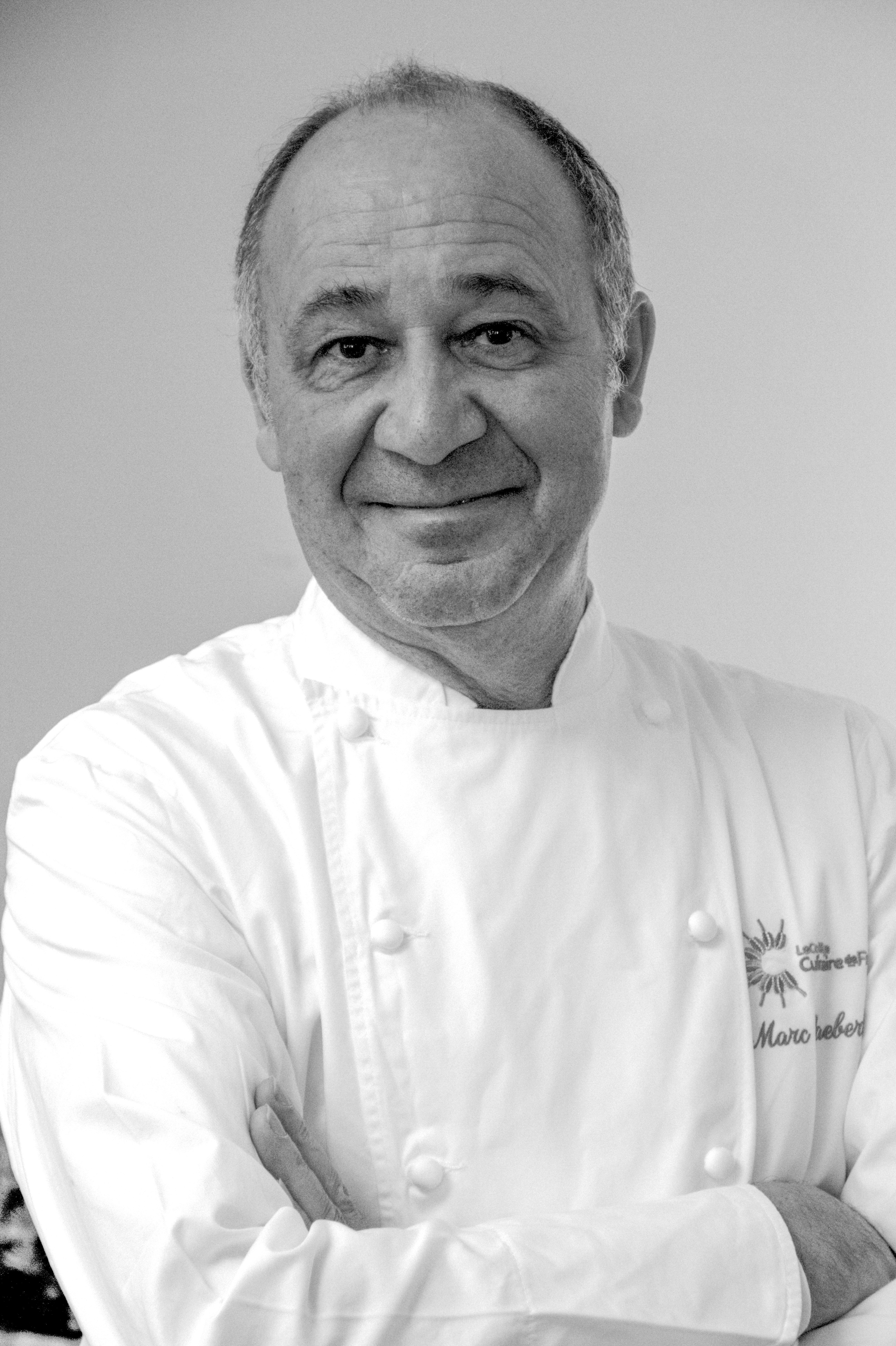
Marc Haeberlin (2013)

- Carlo Petrini: Wissenschaft und Medien
- Karl Heinz Hänssler, DHBW Ravensburg: Nachwuchsgastronomen und Nachwuchsförderung

### 2005
- Ferran Adrià: Große Koch-Kunst[5]
- Günter Grass: Kulturthema Essen In Literatur, Wissenschaft und Medien Verdienste – Kulturthema Essen in Literatur, Wissenschaft und Medien
- Roland Trettl: Innovation-Nachwuchsgastronomen und Nachwuchsförderung

### 2006
- Thomas Keller: Große Koch-Kunst
- Dieter Kosslick: Verdienste – Kulturthema Essen in Literatur, Wissenschaft und Medien
- Cornelia Poletto: Innovation-Nachwuchsgastronomen und Nachwuchsförderung
- Frédy Girardet: Lebenswerk

### 2007
- Harald Wohlfahrt: Große Koch-Kunst
- Daniel Spoerri: Verdienste – Kulturthema Essen in Literatur, Wissenschaft und Medien
- Jonnie Boer: Innovation-Nachwuchsgastronomen und Nachwuchsförderung
- Hiroyuki Hiramatsu: Lebenswerk

### 2009
- Anne-Sophie Pic: Große Koch-Kunst

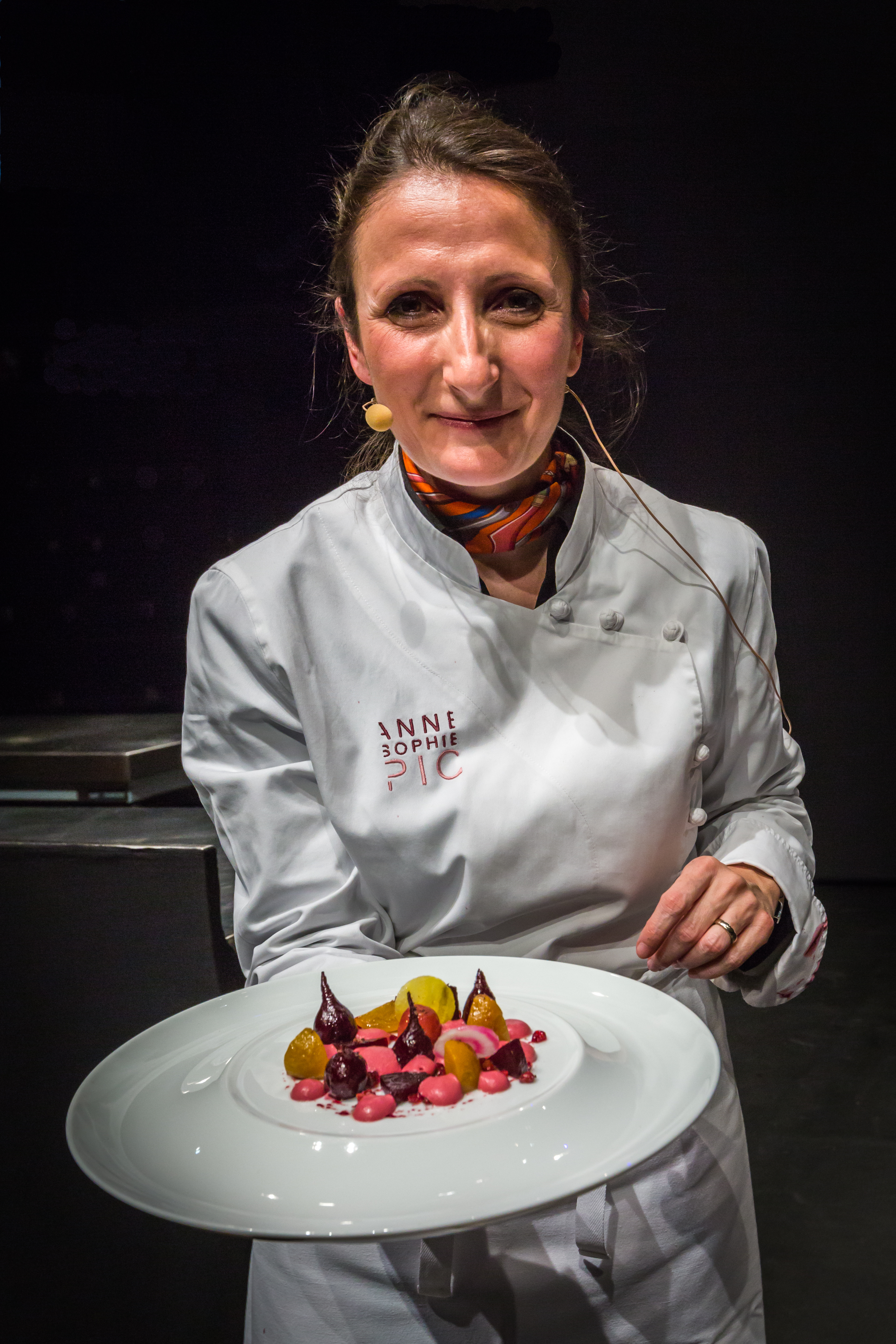
Anne-Sophie Pic (2014)

- Tomi Ungerer: Verdienste – Kulturthema Essen in Literatur, Wissenschaft und Medien
- Alice Waters: Innovation
- Dieter Müller: Lebenswerk

### 2010
- Prince Charles: Prix d’exception
- Juan Mari Arzak und seine Tochter Elena: Große Koch-Kunst
- Vincent Klink: Verdienste – Kulturthema Essen in Literatur, Wissenschaft und Medien
- Cesare Giaccone: Lebenswerk
- Dieter Krieg (posthum): Verdienste – Kulturthema Essen in der Kunst

### 2011
- Nadia und Antonio Santini: Lebenswerk
- Daniel Boulud: Große Koch-Kunst
- Claus-Peter Lumpp: Lebenskultur und Nachhaltigkeit
- Manfred Friedel: Gastgeberkultur
- Tohru Nakamura: Nachwuchs
- Johann Willsberger: Essen in Literatur, Wissenschaft und Medien
- Fritz Eichbauer: Ehrenpreis
- Heinz Winkler: Ehrenpreis
- Hans Haas: Ehrenpreis

### 2012
- Andoni Luis Aduriz: Innovation
- Shalom Kadosh: Große Koch-Kunst
- Peter Kubelka: Lebenskultur

### 2013
- Joël Robuchon: Große Koch-Kunst
- Kevin Fehling: Innovation

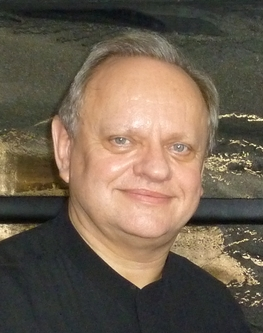
Joël Robuchon in Tokio (2010)

- Alex Atala: Kreative Verantwortung und Genuss
- Martina Gedeck: Lebenskultur

### 2014
- Shuzo Kishida: Innovation[6]

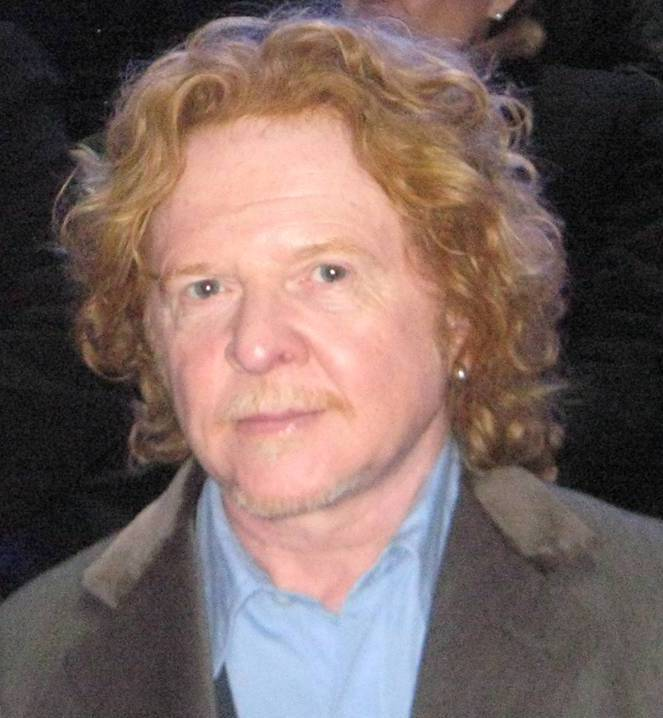
Mick Hucknall (2010)

- Heinz und Heinz Reitbauer: Große Koch-Kunst
- Mick Hucknall: Lebenskultur
- Jon Rose: Kreative Verantwortung und Genuss

### 2015
- Massimo Bottura: Innovation
- Familie Troisgros: Große Koch-Kunst
- Säulen der neuen deutschen Gastronomie: Ulrike Thieltges, Klaus Erfort, Melanie Wagner: Lebenskultur
- Claus Meyer: Kreative Verantwortung und Genuss

### 2016

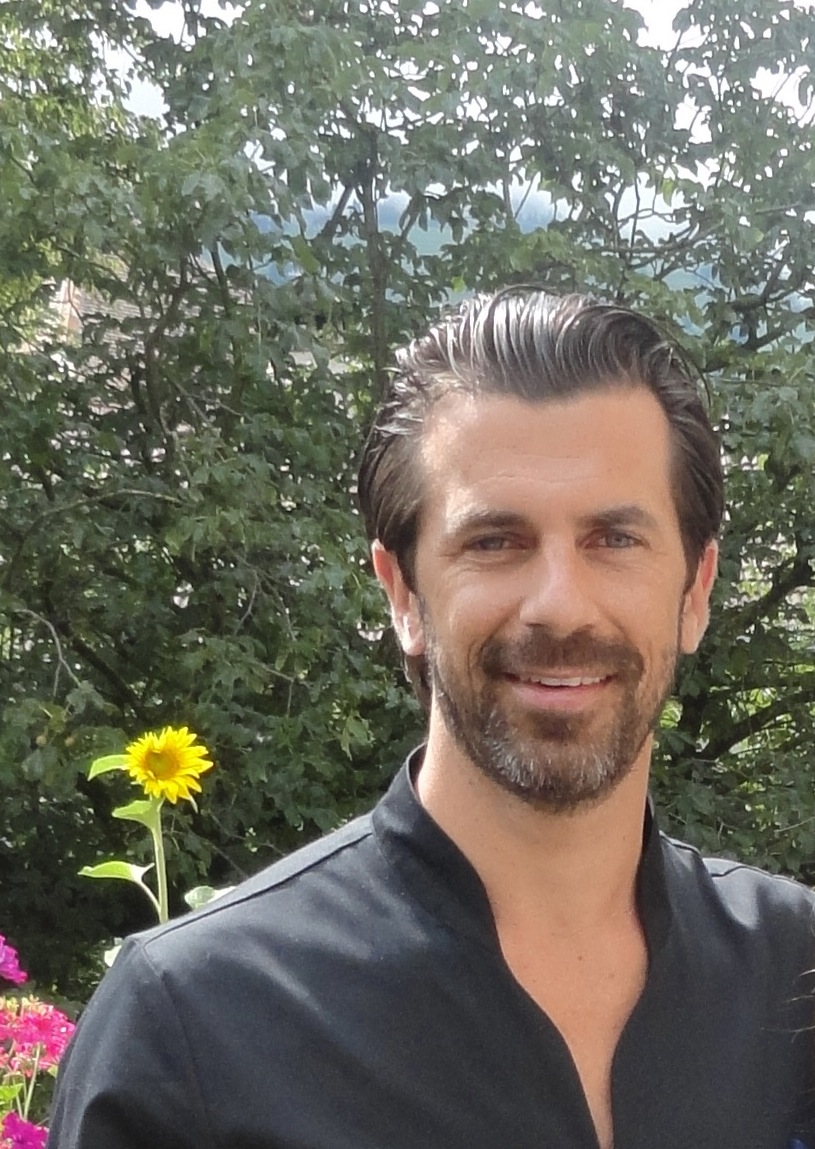
Andreas Caminada

- Andreas Caminada: Große Koch-Kunst
- Dominique Crenn: Innovation
- Viktualienmarkt München: Lebenskultur
- Sebastian Copeland: Kreative Verantwortung und Genuss
- Julia und Tobias Moretti: Ehren-ECKART

### 2017
- Alain Ducasse: Große Koch-Kunst
- María Marte und Luisa Orlando: Innovation
- Christine und Michel Guérard: Lebenskultur
- Tiffany Persons: Kreative Verantwortung

### 2018
- Astrid Gutsche und Gastón Acurio, Lima : Innovation[7]
- Union Square Greenmarket und Günter Seeger, New York: Kreative Verantwortung[8]
- Christopher Kostow, St. Helena: Große Koch-Kunst
- Alice Waters: Alumni

### 2019
- Franck Giovannini: große Kochkunst[9]
- Wolfgang Puck: Lebenskultur

### 2020
- Pierre Gagnaire und Johannes Nuding: große Kochkunst[10]
- Norbert Niederkofler: Innovation
- Ilona Scholl und Maximilian Strohe: Kreative Verantwortung: „kochenfürhelden“
- Myrtha Zierock: Lebenskultur
- Tim Mälzer: Prix d’Exeption
- Carlo Petrini: Alumni

### 2021
- Jan Hartwig und das Onkologische Kompetenzzentrum Klinik Bad Trissl: innovatives Projekt für gesunde und nachhaltige Ernährung[11]